# 제갈균
제갈균(諸葛均, 189년 ~ ?)은 촉한(蜀漢)의 문신으로, 제갈근(諸葛瑾)과 제갈량(諸葛亮)의 동생이다. 

## 행적
제갈규(諸葛珪)의 셋째 아들이다.
제갈량이 유비(劉備)에게 입신할 때 따라 들어갔으며, 관직이 장수교위(長水校尉)에 이르렀다.

## 《삼국지연의》에서의 제갈균
207년, 유비(劉備)가 제갈량을 등용하기 위해 제갈량(諸葛亮)의 집을 찾아갔을 때, 제갈균을 제갈량으로 착각하였다. 
208년, 조조(曺操)가 형주(刑州)를 제패하였을 때, 제갈량이 전날 자신의 군대를 대패시켰던 일이 있었기 때문에 하후돈(夏侯惇)으로 하여금 제갈량의 가족들을 모조리 몰살시키라는 명을 내렸으나 이미 그 계책을 간파하고있던 제갈량은 가족들을 무사히 대피시킨다.
213년, 유비가 서촉을 제패하였을 때 제갈량에게 불려가 유비를 섬겨 장수교위(長水校尉)에 이르렀다.

## 제갈균의 친족관계

### 관련 인물
제갈각　제갈경　제갈교　제갈규　제갈근　제갈량

제갈반　제갈정　제갈첨　제갈탄　제갈풍　제갈회